# Kap Bellue
Das Kap Bellue ist ein Kap, welches das Nordende der Einfahrt zur Darbel Bay an der Westküste des antarktischen Grahamlandes markiert. Ebenso markiert es den Grenzpunkt zwischen der Graham-Küste im Norden und der Loubet-Küste im Süden.
Entdeckt wurde sie während der von 1908 bis 1910 dauernden Antarktisexpedition unter der Leitung des französischen Polarforscher Jean-Baptiste Charcot, der sie nach französischen Admiral Jean Bellue (1848–1924) benannte. 